# Peter van Eyck
Peter van Eyck (Steinwehr, Pomeránia, Német Császárság, 1911. július 16. – Zürich, 1969. július 15.) német színész.

## Fiatalkora és katonai szolgálata
A hátsó-pomerániai Steinwehrben született (szülőfaluja ma Lengyelország területén van, Kamienny Jaz néven, Gmina Chojna község része, a Nyugat-pomerániai vajdaságban). Az amerikai hadsereg tisztjeként teljesített szolgálatot 1945-1948 között Berlinben. Leszerelése után az NSZK-ban telepedett le.

## Színészi pályafutása
1950-ben a Királyi gyermekek című komédiában volt látható. 1953-ban szerepet kapott Henri-Georges Clouzot A félelem bére című filmjében. Voltak más jó szerepei is: Rosemarie (1958), Dr. Crippen él (1958), A többi néma csend (1959). Az 1960-as években olyan filmekben játszott, mint például A kém, aki a hidegből jött (1965) és A remageni híd (1969).

## Magánélete
1940–1945 között Ruth Ford (1911–2009) amerikai színésznő volt a felesége. Második felesége Inge von Voris volt, akivel haláláig együtt élt.

## Filmjei
- Lement a hold[forrás?] (The Moon Is Down) (1943)
- Öt lépés Kairó felé (1943)
- Halló kisasszony[forrás?] (Hallo, Fräulein!) (1949)
- Királyi gyermekek[forrás?] (Königskinder) (1950)
- A harmadik jobbról[forrás?] (Die Dritte von rechts) (1950)
- Rommel – A sivatagi róka (1951)
- A Casbah szívében (Au cœur de la Casbah) (1952)
- A félelem bére (1953)
- Orient Express (1953)
- A láthatatlan háló (1954)
- A nagy játék (Le grand jeu) (1954)
- Tarzan titkos dzsungelje (1955)
- Sophie és a bűn (Sophie et le crime) (1955)
- Bizalmas jelentés (1955)
- Casablanca (1955-1956)
- Versenyfutás a napért (1956)
- Roham (1956)
- Az üvegtorony (Der gläserne Turm) (1957)
- Dr. Crippen él (Dr. Crippen lebt) (1958)
- Rosemarie (1958)
- Fekete nylon – Forró éjszakák (Schwarze Nylons – Heiße Nächte) (1958)
- Piszkos angyal (Schmutziger Engel) (1958)
- Rommel hívja Kairót (Rommel ruft Kairo) (1959)
- A többi néma csend (Der Rest ist Schweigen) (1959)
- Titkos akció – Fekete kápolna (Geheimaktion schwarze Kapelle) (1959)
- Az éjszaka csalétke (Lockvogel der Nacht) (1959)
- Te az enyém vagy! (Du gehörst mir) (1959)
- Búcsú a felhőktől (Abschied von den Wolken) (1959)
- Istenek kedvence (Liebling der Götter) (1960)
- Dr. Mabuse ezer szeme (1960)
- A nyilvánosság kizárásával (Unter Ausschluß der Öffentlichkeit) (1961)
- Pénteken fél tizenkettőkor (An einem Freitag um halb zwölf) (1961)
- Törvény, kegyelem nélkül (1961)
- A leghosszabb nap (1962)
- Az ördög nevében (The Devil's Agent) (1962)
- Hatodik állomás: Szahara (Station Six-Sahara) (1963)
- A nagy szerelmi játék (Das große Liebesspiel) (1963)
- Az alibi összeomlik (Ein Alibi zerbricht) (1963)
- A Scotland Yard üldözi dr. Mabuse-t (Scotland Yard jagt Dr. Mabuse) (1963)
- A fekete dzsungel rejtélye (I misteri della giungla nera) (1964)
- Dr. Mabuse halálsugarai (Die Todesstrahlen des Dr. Mabuse) (1964)
- Jelszó: Kócsag (Kennwort...Reiher) (1964)
- A kém, aki a hidegből jött (1965)
- Párbaj naplemente előtt (Duell vor Sonnenuntergang) (1966)
- Rekviem egy titkos ügynökért (Requiem per un agente segreto) (1966)
- Heidi (1968)
- Shalako (1968)
- A remageni híd (1969)